# Ross (Texas)
Ross es una ciudad ubicada en el condado de McLennan en el estado estadounidense de Texas. En el Censo de 2010 tenía una población de 283 habitantes y una densidad poblacional de 62,51 personas por km².

## Geografía
Ross se encuentra ubicada en las coordenadas 31°43′42″N 97°6′44″O / 31.72833, -97.11222. Según la Oficina del Censo de los Estados Unidos, Ross tiene una superficie total de 4.53 km², de la cual 4.53 km² corresponden a tierra firme y (0%) 0 km² es agua.

## Demografía
Según el censo de 2010, había 283 personas residiendo en Ross. La densidad de población era de 62,51 hab./km². De los 283 habitantes, Ross estaba compuesto por el 99.65% blancos, el 0.35% eran afroamericanos, el 0% eran amerindios, el 0% eran asiáticos, el 0% eran isleños del Pacífico, el 0% eran de otras razas y el 0% pertenecían a dos o más razas. Del total de la población el 7.07% eran hispanos o latinos de cualquier raza.